# Tatort: Tod eines Wachmanns
Tod eines Wachmanns ist ein Fernsehfilm aus der Krimireihe Tatort. Es ist der dritte Fall der Düsseldorfer Ermittler Flemming, Koch und Ballauf und die 265. Tatortfolge. Der vom Westdeutschen Rundfunk und Bavaria Film produzierte Beitrag wurde am 25. Oktober 1992 auf Das Erste zum ersten Mal gesendet.

## Handlung
„Ganz Düsseldorf is' im Elsbeth-Fieber.“, so bringt Wachmann Peitzke seinen Kollegen Willi Kampmann beim Dienstwechsel im Rathaus auf den neuesten nachrichtlichen Stand kurz vor dem vierten Besuch von Queen Elizabeth II. in Deutschland. Kampmann schaltet nach der Wachablösung Alarmanlage und Fernseher ein und richtet sein Abendbrot. In seinem Büro hat Behördenmitarbeiter Holger Kranich auf das Abschalten der Beleuchtung gewartet. Er bittet Kampmann, ihn aus dem Gebäude zu lassen, da er noch Pläne für Lierenfeld aus dem Büro holen musste. Er gibt vor, noch einmal zurück in sein Büro zu müssen, lässt aber zwei Männer in das Gebäude, die sich sehr professionell mit Kamera und verdunkelten Fenstern in einem Büro einrichten. Ganz gezielt werden Bebauungspläne u. a. von der Königsallee aus dem Archiv geholt und fotografiert. Auf seinem Rundgang muss Kampmann einem Bedürfnis nachgehen. Da die Herrentoilette defekt ist, muss er in das Damen-WC. Beim Händewaschen bemerkt er aus dem Augenwinkel Blitzlichter in einem der Büros im Nebentrakt. Dort angekommen, wird er eiskalt hinterrücks erstochen. Die Männer machen ungerührt weiter, bis um 21 Uhr der Alarm durch eine nicht turnusgemäß bediente Stechuhr losgeht.
Da hochwertige Terminals und Bildschirme geraubt wurden, gehen Flemming und Ballauf von einem Einbruch aus, der nach dem Alarm erfolgte und daher in sehr kurzer Zeit erfolgt sein musste. Ballauf tippt auf die Tat eines Profis, der nicht in Panik durch den ausgelösten Alarm geraten war und einen so gezielten, einzelnen Stich ins Herz des Wachmanns ansetzen konnte. Baureferats-Mitarbeiter Kranich liefert der Polizei Listen aller Mitarbeiter, die Zugang zum Archiv haben. Er wird danach von Antiquitätenhändler Meyer, dem Mörder, telefonisch beruhigt. Dieser bringt seinen Auftraggeber auf den neuesten Stand.
Miriam Koch rechnet die Zeitabläufe durch und kommt zum Schluss, dass Wachmann Kampmann bereits vor dem Alarm ermordet worden sein muss. Das hätte zur Folge, dass sich die Täter schon vorher im Gebäude befunden hätten.
Meyer bringt unter einem Kanaldeckel eine Sprengladung an. Auf diesem stehen ausgerechnet Koch und Ballauf, die eines der vielen potenziellen Ziele aus den Bebauungsplänen überprüfen. Sie stellen fest, dass sie nicht jeden Kanaldeckel überwachen können, der auf der Route der Queen bei ihrem Düsseldorf-Besuch liegt. Flemming schaut sich an seinem freien Tag mit Sohn Ingo die Fernsehbilder des Staatsbesuches an. Als der Konvoi mit der Queen in Richtung Galerie Huber fährt, einem der Objekte, deren Pläne abfotografiert wurden, alarmiert er Soko-Kollege Weber von der Einsatz-Leitstelle und die Fahrtroute der Queen wird abrupt geändert. Meyer steht unter den Schaulustigen und zündet mit einem als Fotoapparat getarnten Auslöser die Bombe, während ein Begleitfahrzeug über den präparierten Kanaldeckel fährt. Die schreckliche Bilanz: drei Tote und zwei Dutzend Schwerverletzte.
Helmer vom Bundeskriminalamt übernimmt die Ermittlung und führt Flemming zum Sicherheitsstab. Dort wird er hochrangigen Beamten als Mann vorgestellt, der der Queen das Leben gerettet habe. Alle Akteure sind sehr angespannt. Nach sieben Stunden können Flemming & Co. endlich gehen. Helmer deutet an, dass es eine Aktion der IRA gewesen sein könnte. Flemming sieht das anders. Aber das Attentat könnte auch gar nicht der Queen gegolten haben.
Baureferats-Mitarbeiter Kranich wird auf der Rückfahrt von einem Fußball-Auswärtsspiel in Dresden auf der Zugtoilette mit einer Spritze in das Fußgelenk aus dem Verkehr gezogen und stirbt an einer Embolie. Zunächst geht man von einer tödlichen Alkoholvergiftung aus, woran Flemming nicht glaubt. Eine genauere Obduktion ergibt dann wie vermutet eine Fremdeinwirkung. Die Kameraaufnahmen aus dem Fan-Block, Befragungen seines Umfelds und die Durchsuchung seiner Wohnung führen die Kommissare zu Antiquar Meyer. Ohne mit der Wimper zu zucken, beantwortet er die gestellten Fragen. Nach kurzer Rücksprache mit seinem Auftraggeber nimmt er seinen Reisepass und verlässt das Antiquariat. Koch und Flemming überprüfen Meyers Personendaten. Die Aktenlage deutet auf eine typische Geheimdienst-Legende hin.
Flemming besucht Frau Marquardt, die Witwe des durch die Bombe ermordeten BKA-Mitarbeiters. Er kann ihr Vertrauen gewinnen. So schildert sie ihm, dass sich ein ehemaliger Oberst der Staatssicherheit an ihren Mann gewendet habe. Er hatte Unterlagen über einen Stasi-Agenten im BKA. Alles deutet auf Helmer als Maulwurf hin. Unterdessen verfolgt Ballauf auf halsbrecherische Weise das Fahrzeug des sich absetzenden Meyer. Kurz vor der holländischen Grenze kommt es zum Showdown. Meyer drängt Ballauf von der Fahrbahn, verunfallt aber mit seinem Fluchtwagen und schießt auf den kurze Zeit später ankommenden Ballauf, der seinen Wagen wieder flott machen konnte. Dieser duckt sich in seinem Wagen und feuert blind zurück. Dabei trifft er den Mörder tödlich. Flemming und Koch treffen ein und erkennen, dass sie keine Beweise haben. So ruft Ballauf Helmer an und sagt, der Mörder sei noch am Leben und gefasst und fragt, was er jetzt tun solle. Durch diese Finte wird Helmer zum Ort des Geschehens, eine verlassene Kiesgrube, gelockt. In dem Augenblick, als er auspacken will, wird aus dem Hinterhalt geschossen. Flemming kann den zweiten Täter anschießen und so unschädlich machen. Helmer und der Heckenschütze, Hörster, der zweite Mittäter Meyers aus dem Rathaus, werden festgenommen.
Beim Verhör durch Polizeidirektor Gelsdorf streitet Helmer seine Stasi-Mitgliedschaft ab. Er habe durch Konspiration dafür gesorgt, dass westdeutsche Terroristen, denen man rechtsstaatlich kaum etwas hätte nachweisen können, unschädlich gemacht wurden, indem sie in der DDR untertauchen konnten und „zehn Jahre DDR seien auch eine Strafe“ gewesen.

## Hintergrund
Die Dreharbeiten zu diesem 265. Tatort-Krimi fanden in den Bavaria Filmstudios in Geiselgasteig statt. In die Ankunftsszene der britischen Königin zum fiktiven Staatsbesuch wurden echte Aufnahmen der Monarchin, die aus einem Flugzeug stieg, eingeschnitten.

## Rezeption

### Einschaltquoten
Die Erstausstrahlung des Tatort Tod eines Wachmanns am 25. Oktober 1992  wurde in Deutschland insgesamt von 14,26 Millionen Zuschauern gesehen und damit ein Marktanteil von 42,9 % erreicht.

## Kritiken
Die Kritiker der Fernsehzeitschrift TV-Spielfilm urteilen: „Trotz Verschwörungsstory und dem spröden Charme der Cops: Dieser Fall ist königlich langweilig.“ und finden: „Sicher nicht die Königin unter den ‚Tatorten‘.“